# Philaethria
Philaethria es un género de lepidópteros de la familia Nymphalidae. Es originaria de América.

## Especies[1]
- Philaethria andrei (Brevignon, 2002)
- Philaethria constantinoi (incertae sedis) (Salazar, 1991)
- Philaethria diatonica (Fruhstorfer, 1912)
- Philaethria dido (Linnaeus, 1763) – Scarce Bamboo Page
- Philaethria ostara (Röber, 1906)
- Philaethria pygmalion (Fruhstorfer, 1912)
- Philaethria wernickei (Röber, 1906)

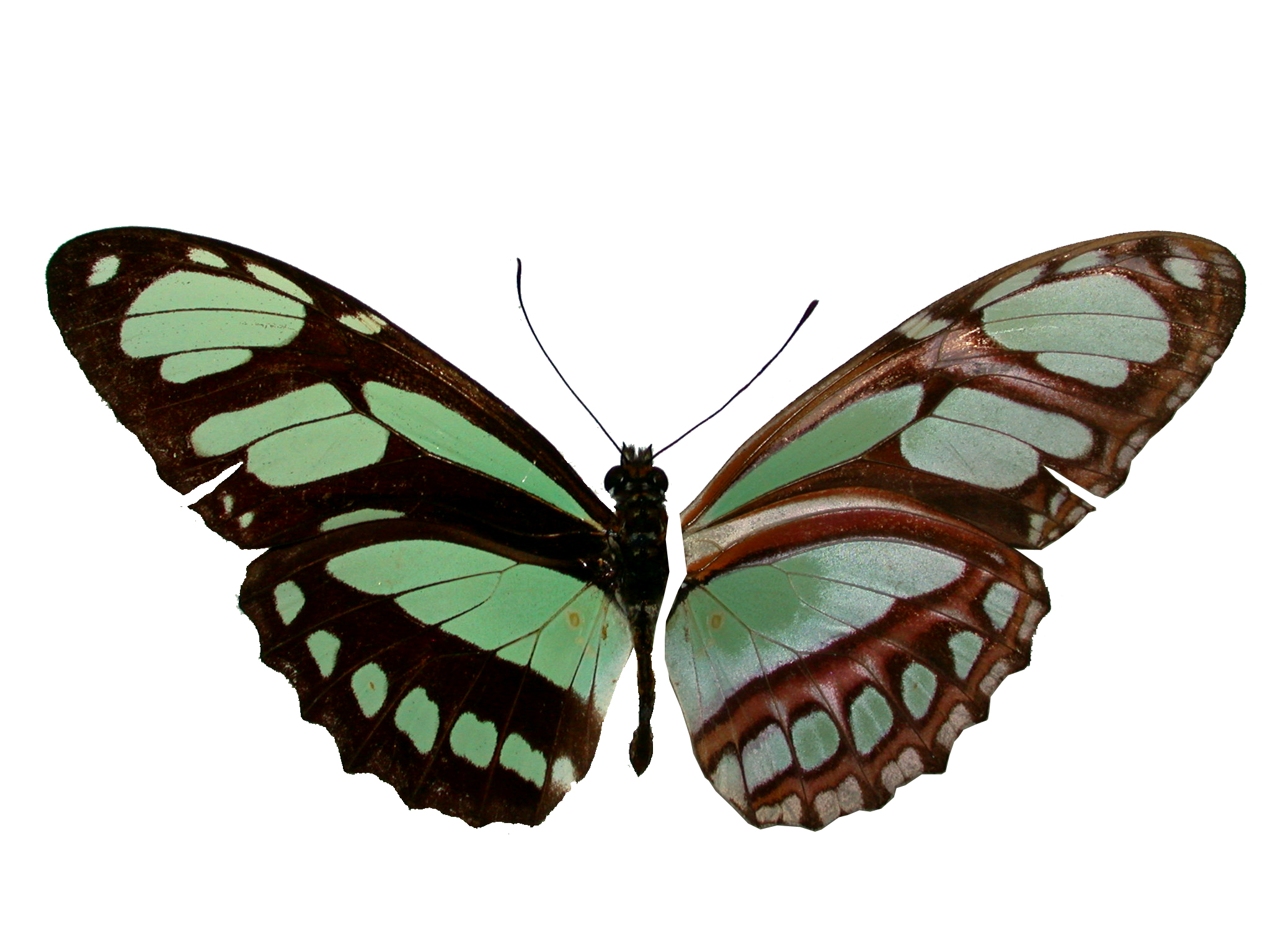
Philaethria dido
Philaethria pygmalion